# Marie-Laure Delie
Marie-Laure Delie (Villiers-le-Bel, 29 gennaio 1988) è un'ex calciatrice francese, di ruolo attaccante
Nella sua ultradecennale carriera, conclusasi nel 2020 dopo il suo primo e unico campionato estero al Madrid CFF, ha indossato la maglia della nazionale francese con la quale ha superato la quota di 100 presenze e ha disputato due campionati europei, due mondiali e due Olimpiadi..

## Palmarès

### Club
- Coppa di Francia: 2

Montpellier: 2008-2009
Paris Saint-Germain: 2017-2018

### Nazionale
- Cyprus Cup: 2

2012, 2014
- SheBelieves Cup: 1

2017

### Individuale
- Capocannoniere della Cyprus Cup

2011 (4 reti)